# John Vornholt
John Blair Vornholt (n. 14 de febrero de 1951) es un escritor, guionista y periodista estadounidense.
Ha escrito novelas bajo numerosas licencias, incluidas muchas novelas de Star Trek. Como guionista, trabajó en varias series infantiles animadas de la década de 1980, incluidos Los Cazafantasmas, Daniel el travieso y Beverly Hills Teens. Como periodista, trabajó para The Hollywood Reporter y Tucson Weekly.

### Trabajos originales
- The Troll King
- The Troll Queen
- The Troll Treasure
- The First Third (obra de teatro)
- How To Sneak Into The Girls’ Locker Room

### Babylon 5
- Voices
- Blood Oath

### Buffy/Ángel
- Coyote Moon
- Seven Crows

### Dinotopia
- Riverquest
- Sabertooth Mountain
- Dolphin Watch

### Vuelo 29 perdidos
- The Seven
- The Return

### Marvel
- Spider-Man: Valley Of The Lizard

### Primal Rage
- The Avatars

### Star Trek
- Máscaras
- Contaminación
- Santuario
- Tambores de guerra
- Star Trek Generations
- Captura la bandera
- Antimateria
- Rogue Saucer
- Réplica
- Fuego cruzado
- Star Trek: primer contacto
- Mind Meld
- Tras las líneas enemigas
- Tunnel Through the Stars
- Star Trek: Insurrección
- Cuarentena
- Gemworld, Libro Uno
- Gemworld, Libro Dos
- El capitán y el rey
- Serie The Genesis Wave
- Star Trek: Némesis
- Genesis Force
- Un tiempo para nacer
- Tiempo de morir

## Filmografía
- 1986 - Cazafantasmas
- 1986 - Daniel el Travieso
- 1987 - Beverly Hills Teens
- 1987 - Dinosaucers
- 1987 - Sylvanian Families
- 1988 - A Whole Lotta Fun
- 1990 - Las aventuras de Super Mario Bros. 3
- 1990 - Las nuevas aventuras de He-Man